# Stanca
Stánca ali oktáva (latinsko octo, osem) je kitična oblika sestavljena iz osmih jambskih enajstercev. Zanjo je značilna mešana rima, ki je v prvih šestih verzih prestopna (ababab), v zadnjih dveh pa nova zaporedna (cc). Ta posebnost je povezana tudi z vsebinsko razdelitvijo kitice, saj sta zadnja dva verza vsebinsko ločena od ostalih (predstavljata sklep pesmi). Stanco so uporabljali Giovanni Boccaccio, Lodovico Ariosto, Torquato Tasso, Luís de Camões, Luis de Góngora y Argote, George Gordon Byron in Juliusz Słowacki.
Mož in oblakov vojsko je obojno
končala temna noč, kar svetla zarja
zlatí z rumenmi žarki glavo trojno
snežnikov kranjskih sivga poglavarja,
Bohinjsko jezero stoji pokojno,
sledu ni več vunanjega viharja;
al somov vojska pod vodó ne mine,
in drugih roparjov v dnu globočine.
(France Prešeren, Krst pri Savici, 1-8)
Canto l’arme pietose, e ’l Capitano
Che ’l gran sepolcro liberò di Cristo.
Molto egli oprò col senno e con la mano;
Molto soffrì nel glorioso acquisto:
E invan l’Inferno a lui s’oppose; e invano
s’armò d’Asia e di Libia il popol misto:
Chè ’l Ciel gli diè favore, e sotto ai santi
Segni ridusse i suoi compagni erranti.
(Torquato Tasso, Gerusalemme liberata, 9-16)